# 兵庫県ゴールデングローブ選手権大会
兵庫県ゴールデングローブ選手権大会（ひょうごけん―せんしゅけんたいかい）は、兵庫県アマチュアボクシング連盟が主催するアマチュアボクシングのオープン大会である。

## 概要
元々は西宮市民大会であったが、1994年にオープン化して第1回ゴールデングローブが開催された。
年に2回、7月と12月に西宮市の西宮香風高校（旧西宮西高校）で開催。日本ボクシング連盟（JABF）の選手資格を持っていれば所属都道府県連盟は関係なく誰でも申し込みが可能（ただし応募多数の場合兵庫県連盟の登録選手優先）であり、近畿地方を中心に全国から100名程の参加者が集う国内最大のオープン大会である。
成年の部と少年の部（区分けは国体に準ずる）に分かれて行われるが、成年・少年いずれも2分3ラウンドとなる。中学生以下の合同練習会（スパーリング）も併せて実施される。
JABFが女子を認定した2003年より女子大会「クイーンズグローブ」を開催。当初は男子ゴールデングローブとは別日程であったが、2009年の第11回からは男女同時開催に移行された。